# ZDHHC3
ZDHHC3 (англ. Zinc finger DHHC-type containing 3) – білок, який кодується однойменним геном, розташованим у людей на короткому плечі 3-ї хромосоми.  Довжина поліпептидного ланцюга білка становить 299 амінокислот, а молекулярна маса — 34 170.
| 10         |  | 20         |  | 30         |  | 40         |  | 50         |
| ---------- |  | ---------- |  | ---------- |  | ---------- |  | ---------- |
| MMLIPTHHFR |  | NIERKPEYLQ |  | PEKCVPPPYP |  | GPVGTMWFIR |  | DGCGIACAIV |
| TWFLVLYAEF |  | VVLFVMLIPS |  | RDYVYSIING |  | IVFNLLAFLA |  | LASHCRAMLT |
| DPGAVPKGNA |  | TKEFIESLQL |  | KPGQVVYKCP |  | KCCSIKPDRA |  | HHCSVCKRCI |
| RKMDHHCPWV |  | NNCVGENNQK |  | YFVLFTMYIA |  | LISLHALIMV |  | GFHFLHCFEE |
| DWTKCSSFSP |  | PTTVILLILL |  | CFEGLLFLIF |  | TSVMFGTQVH |  | SICTDETGIE |
| QLKKEERRWA |  | KKTKWMNMKA |  | VFGHPFSLGW |  | ASPFATPDQG |  | KADPYQYVV  |

A: Аланін

C: Цистеїн

D: Аспарагінова кислота

E: Глутамінова кислота

F: Фенілаланін

G: Гліцин

H: Гістидин

I: Ізолейцин

K: Лізин

L: Лейцин

M: Метіонін

N: Аспарагін

P: Пролін

Q: Глутамін

R: Аргінін

S: Серин

T: Треонін

V: Валін

W: Триптофан

Кодований геном білок за функціями належить до трансфераз, ацилтрансфераз. 
Задіяний у такому біологічному процесі як альтернативний сплайсинг. 
Локалізований у мембрані, апараті гольджі.